# Riquilda de Tolosa
|  | Per a altres significats, vegeu «Riquilda de Barcelona». |

Riquilda de Tolosa (905-955) fou infanta de Tolosa i comtessa consort de Barcelona (925-954).

## Orígens familiars
No es coneix gaire sobre els seus orígens ni llinatge però, segons Szabolcs de Vajay, sembla que era filla del comte Ermengol I de Roergue i la seva muller, Adelaida de França.

## Núpcies i descendents
Es casà el 925 amb el comte de Barcelona Sunyer I, de la qual fou la seva segona esposa i amb qui tingué cinc fills:
- Ermengol I d'Osona (925-943), comte d'Osona
- Miró I de Barcelona (926-966), comte de Barcelona
- Borrell II de Barcelona (927-992), comte de Barcelona
- Adelaida de Barcelona (928-v955), casada amb el seu oncle Sunifred II d'Urgell i posteriorment abadessa del Monestir de Sant Joan de les Abadesses
- Gausfred de Barcelona (fl. 986)[2]

## Biografia
Riquilda va fer moltes compres i donacions d'alous, sobretot a l'església i va ser benefactora del monestir de Santa Cecília de Montserrat i el de Sant Peres de les Puel·les, del qual fou fundadora. L'any 945 el monjo Cesari, qui seria el futur abat de Santa Cecília de Montserrat, li demanà que intercedís amb el seu espòs per aconseguir recursos per restaurar l'església, cosa que aconseguí amb la col·laboració del bisbe Jordi de Vic, així mateix el bisbe va facultar el monjo Cesari per erigir-la en monestir masculí amb el consentiment del comte Sunyer i la protecció de Riquilda. La comunitat es va posar sota l'advocació de sant Pere i van rebre béns de la mateixa Riquilda i del bisbe, a part d'altres donants.